# Акіла Асіфі
Акіла Асіфі — афганська жінка-вчитель, яка надала освіту тисячам дітей-біженців в Міанвалі, Пакистан.

## Біографія
Асіфі отримала освіту вчителя історії та географії в Афганістані.
Вона була змушена залишити країну з приходом Талібану у 1992 році. Коли вона прибула як біженка до табору Кот Чадна (Kot Chandna) у Міанвалі, там не існувало шкіл для навчання дітей-біженців. Акіла заснувала школу у винайманому наметі. Станом на 2017 рік у таборі функціонують 9 шкіл з більше як 1,500 учнів. Деякі з цих шкіл також відвідують афганські дівчатка-біженки.
У 2015 році Асіфі було нагороджено премією Нансена за визначні зусилля в поширенні освіти серед афганських дітей-біженців. Асіфі витратила більшу частину зі своїх грошей, а це US $100,000, отриманих у вигляді грошової винагороди премії Нансена, на будівництво нової школи. Премія вигороджує за визначні здобутки у справах біженців.